# San Gabriel Valley
San Gabriel Valley -literalment vall de San Gabriel en català - és una de les principals valls del Sud de Califòrnia, és a l'est de la ciutat de Los Angeles, Califòrnia Estats Units. L'envolten San Gabriel Mountains al nord; San Rafael Hills a l'oest, amb la conca de Los Angeles a través; San Fernando Valley i Crescenta Valley al nord-oest; Puente Hills al sud, amb la plana costanera del Comtat d'Orange (Califòrnia); Chino Hills i San Jose Hills a l'est, amb Pomona Valley i Inland Empire (CA).
El nom d'aquesta vall deriva del riu San Gabriel que passa per la vall i al seu torn aquest deriva de la Missió San Gabriel Arcangel fundada pels espanyols l'any 1771.
Té una superfície d'uns 520 km² i inclou 31 ciutats i cinc comunitats no incorporades (unincorporated communities).
Com gran part de la regió de Los Angeles, San Gabriel Valley gaudix d'un clima mediterrani. En els seus inicis aquesta vall era predominantment agrícola però actualment tota ella està molt urbanitzada i forma part de l'àrea metropolitana Greater Los Angeles

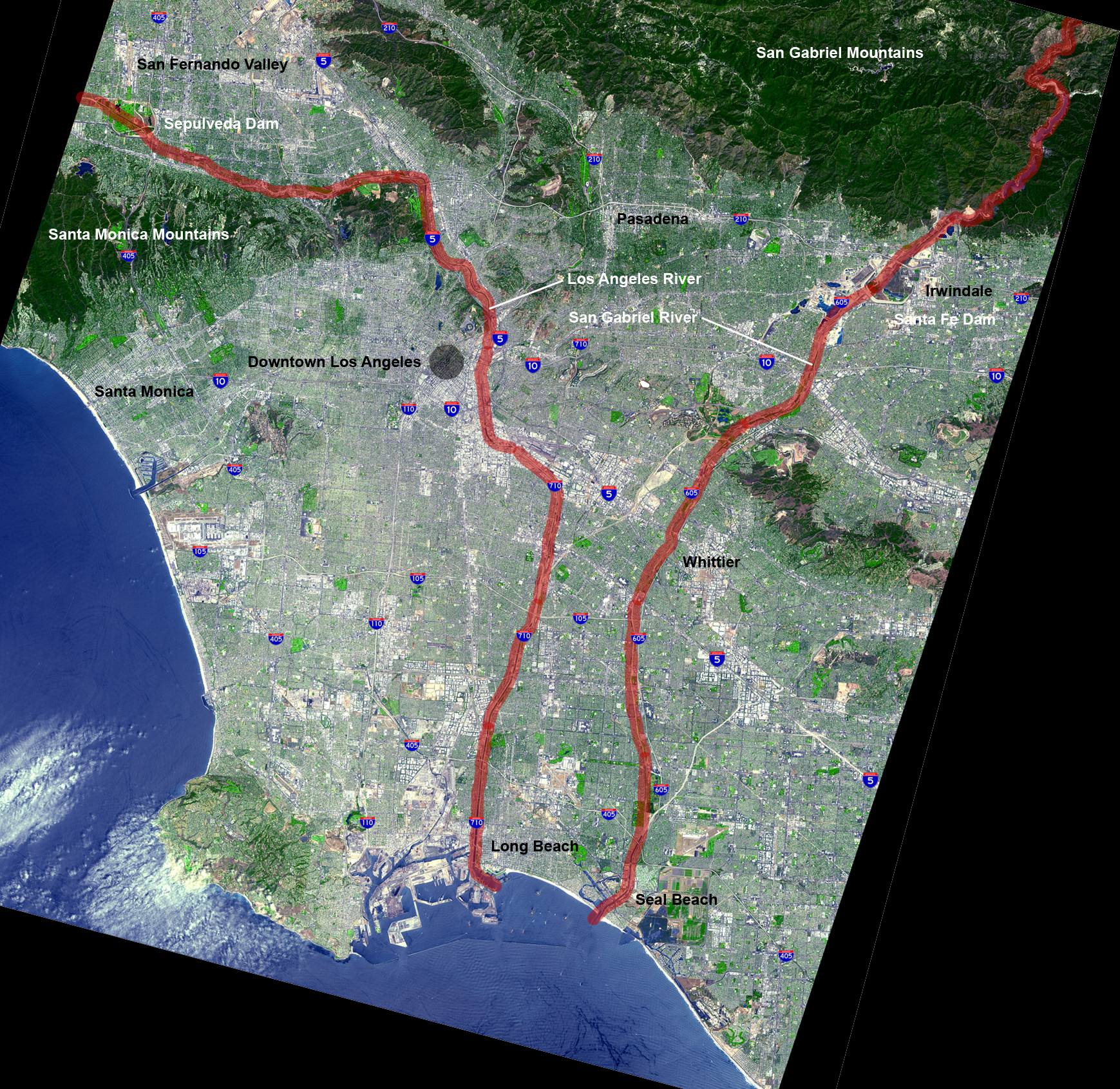
El riu Los Angeles, ressaltat en vermell (a l'esquerra). El riu San Gabriel està ressaltat en vermell a la dreta.

San Gabriel Valley és dins el comtat de Los Angeles inclou les següents ciutats i comunitats:
- Altadena
- Alhambra
- Arcadia
- Avocado Heights
- Azusa
- Baldwin Park
- Bassett
- Bradbury
- Charter Oak
- Citrus
- City of Industry
- Claremont
- Covina
- Diamond Bar
- Duarte
- East Pasadena
- El Monte
- Glendora
- Hacienda Heights
- Hillgrove
- Irwindale
- La Cañada Flintridge
- La Puente
- La Verne
- Mayflower Village
- Monrovia
- Montebello
- Monterey Park
- North El Monte
- Pasadena
- Pomona
- Rosemead
- Rowland Heights
- San Dimas
- San Gabriel
- San Marino
- Sierra Madre
- South El Monte
- South Pasadena
- South San Gabriel
- South San Jose Hills
- Temple City
- Valinda
- Vincent
- Walnut
- West Covina
- West Puente Valley
- Whittier